# شباب بانتشاسيلا
شباب بانتشاسيلا (بالإندونيسية: Pemuda Pancasila) هي منظمة شبه عسكرية إندونيسية يمينية متطرفة أسسها الجنرال عبد الحارس ناسوشن في 28 أكتوبر 1959 كجناح شباب لرابطة أنصار الاستقلال الإندونيسي. يرأسها منذ عام 1981 يابتو سورجوسيومارنو، وكانت واحدة من مجموعات العصابات السياسية شبه الرسمية التي دعمت دكتاتورية النظام العسكري الجديد في عهد الرئيس سوهارتو. يشير الاسم إلى بانتشاسيلا وهو دلالة على «المبادئ الخمسة» الرسمية للدولة الإندونيسية. لعب شباب بانكاسيلا دورًا مهمًا في دعم انقلاب سوهارتو العسكري في عام 1965: لقد أداروا فرق الموت للجيش الإندونيسي، مما أسفر عن مقتل مليون أو أكثر من الشيوعيين المزعومين والإندونيسيين الصينيين في جميع أنحاء مقاطعة شمال سومطرة، كما هو موضح في فيلم وثائقي قانون القتل 2012.
في الفيلم الوثائقي، ذُكر أن المنظمة لديها حاليا ثلاثة ملايين عضو. تراوحت تقديرات العضوية الوطنية في أواخر التسعينيات من أربعة إلى عشرة ملايين شخص.